# バービーのラプンツェル 魔法の絵ふでの物語
『バービーのラプンツェル 魔法の絵ふでの物語』（バービーのラプンツェル まほうのえふでのものがたり、原題: Barbie as Rapunzel）は、2002年10月1日にカナダとアメリカ合衆国より発売されたバービーのコンピュータアニメーション映画作品（オリジナルビデオ）。バービーシリーズ映画作品の2作目であり、グリム童話『ラプンツェル』をベースに展開されている。
日本では劇場未公開。2002年11月22日にユニバーサル・ピクチャーズ・ジャパンよりVHSが発売されている。また、2009年9月2日と2011年3月2日と2012年10月24日にジェネオン・ユニバーサル・エンターテイメントジャパンよりDVDが発売されている。

## ストーリー
バービーはプリンセス・ラプンツェルになって登場する。
むかし魔法とドラゴンが支配する世界にラプンツェルというこの世で一番美しい輝く髪をしたかわいい娘が住んでいた。彼女はゴーテルという嫉妬深く悪い魔女に召使として働かされていた。ゴーテルは危険な森の奥深くにある塔にラプンツェツを隠し巨大なドラゴンのヒューゴに番をさせた。ヒューゴは悪いドラゴンではなかったがゴーテルには逆らえなかった。ラプンツェルは魔法の絵筆をみつけ塔を出ることに成功し王子と出会い恋に落ちる。それを知った魔女は再びラプンツェルを塔に閉じ込めてしまう。彼女を助けるために王子たちは尽力する。

## キャスト
| 役名                   | 俳優                           | 日本語吹き替え |
| ---------------------- | ------------------------------ | -------------- |
| バービー／ラプンツェル | ケリー・シェリダン             | 柚木涼香       |
| ケリー／カトリーナ     | シャンタル・ストランド         | 白鳥由里       |
| ステファン             | マーク・ヒルドレス             | 緑川光         |
| ペネロピー             | ネイサン・フィリップス         | 愛河里花子     |
| ホービー               | イアン・ジェームズ・コーレット | 中村秀利       |
| ゴーテル               | アンジェリカ・ヒューストン     | 宮寺智子       |
| オットー               | ピーター・ケラミス             | 西脇保         |
| ヒューゴ               | デビッド・ケイ                 | 楠見尚己       |
| フレデリック王         | ラッセル・ロバーツ             | 佐々木敏       |
| ウィルヘルム王         | クリストファー・ゲイズ         | 長克巳         |
| やせた剣士             | ピーター・ケラミス             | 小形満         |
| 銀細工師               | デイル・ウィルソン             | 小形満         |
| 太った剣士             | テリー・クラッセン             | 長嶝高士       |
| パン屋                 | テリー・クラッセン             | 石川ひろあき   |
| メロディ               | ブリット・マックリップ         | 金田朋子       |
| ロレーナ               | ジョセリン・ローウェン         | 柿沼紫乃       |
| トミー                 | ダニー・マッキノン             | 宮里駿         |
| 衛兵                   | イアン・ジェームズ・コーレット | 栗山浩一       |

## 日本語版制作スタッフ
- 演出：三好慶一郎
- 吹替翻訳：佐藤恵子
- 録音・調整：吉田佳代子
- 制作担当：田中信作（東北新社）
- 日本語版制作：(株)東北新社